# Lilla Bognar
Lilla Bognar, född 5 december 2006, är en amerikansk simmare.

## Karriär
Vid kortbane-VM 2024 i Budapest erhöll Bognar ett guld efter att ha simmat försöksheatet på 4×200 meter frisim där USA sedermera tog medalj i finalen.